# Führungsorganisation
Die Führungsorganisation wird als Aufbausystem einer Organisation und als Tätigkeit definiert. Sie bezieht sich hinsichtlich der Systeminterpretation auf die Gestaltung und Einordnung aller Organisationseinheiten einer Organisation. Der Terminus Führungsorganisation ist dabei weiter als der Begriff Aufbauorganisation zu sehen, weil er auch Instanzen der Spitzenorganisation (z. B. Aufsichtsrat, Hauptversammlung, Betriebsrat) enthält. Nicht zur Führungsorganisation zählt die Ausführungsorganisation mit deren Stellen und dem ausführenden Personal. Die wissenschaftliche Auseinandersetzung mit der Führungsorganisation hat eine lange Tradition. Besondere Impulse für eine intensive Beschäftigung mit alternativen Strukturformen gingen in den späten 60er und frühen 70er Jahren von einer Reorganisationswelle in deutschen Unternehmen aus, die mit zeitlicher Verzögerung Vorbildern aus der US-amerikanischen Organisationspraxis folgten.
Die Führungsorganisation existiert als Leitungs-, Bereichs- und Gruppenorganisation nicht nur in Unternehmen, sondern auch in anderen Organisationen wie z. B. der Bundeswehr, den Krankenhäusern, den Schulen und Behörden. Beispielsweise wird die Bundeswehr vom Bundesminister für Verteidigung geführt. Der Minister, die Staatssekretäre und der Generalinspekteur bilden die Leitungsorganisation, während die dem Ministerium nachgeordneten militärischen und zivilen Bereiche von Abteilungsleitern geführt werden, denen Gruppenleiter unterstehen.

## Corporate Governance
Der Begriff Corporate Governance steht in enger Beziehung zur Führungsorganisation, denn er bezeichnet den Ordnungsrahmen (z. B. Regeln, Werte, Grundsätze) für die Leitung und Überwachung einer Organisation. Der Gegenstand der Führungsorganisation lässt sich mit der Organisation der Unternehmensleitung und deren Beziehungen zu anderen Organen einer Organisation(Spitzenorganisation), sowie den dem Top Management nachgelagerten Bereichen umreißen. Der Problemkomplex befasst sich mit der bestmöglichen Verteilung von Verfügungsrechten für eine erfolgreiche Unternehmensführung. Es sind zu unterscheiden:
• Die Innensicht der Corporate Governance, wo es um die Rollen, Kompetenzen und Funktionsweisen sowie um das Zusammenwirken der Organe geht, z. B. Vorstand, Aufsichtsrat und Hauptversammlung einer Aktiengesellschaft.
• Die Außensicht der Corporate Governance mit den Beziehungen der Unternehmensleitung zu den verschiedenen Interessengruppen (Stakeholder), wobei insbesondere den Anteilseignern (Shareholdern) hohe Bedeutung zukommt.
Regelungen zur Corporate Governance haben grundsätzlich die Aufgabe, durch geeignete rechtliche und faktische Arrangements aus Verfügungsrechten und Anreizsystemen die Spielräume und Motivationen der Akteure für opportunistisches Verhalten einzuschränken. Diese Akteure könnten sonst versuchen, die Unvollständigkeit von Verträgen zu ihren Gunsten und zu Lasten der Organisation auszunutzen. Das Ganze hat zum Ziel, möglichst günstige Bedingungen für eine produktive Wertschöpfung und faire Wertverteilung zu schaffen.

## Unternehmensleitung und Bereiche
Die Unternehmensleitung ist die oberste Leitungsinstanz einer Organisation, die im Unterschied zur Bereichs- und Gruppenleitung Entscheidungen zu treffen hat, welche für die Vermögens- bzw. Ertragslage und damit für den Bestand der gesamten Organisation bedeutend sind. Dazu zählen Gründungs-, Organisations-, Bereichs-, Abschluss-, Zusammenschluss- und Krisenentscheidungen. Zur Regelung der allgemeinen Kompetenzverhältnisse der Mitglieder eines Leitungsorgans gibt es zwei Modellalternativen:
• Die Kollegialorganisation des Leitungsorgans, die auf die gemeinsame Willensbildung der Träger dieser Organisationseinheiten ausgerichtet ist. Im Grundsatz nehmen die Organmitglieder gleichberechtigt an der Unternehmensleitung teil. Weisungen sind zwischen diesen Organmitgliedern ausgeschlossen.
• Die Direktorialorganisation des Leitungsorgans, welche innerhalb des Top-Managements eine Hierarchisierung bewirkt, in dem ein Mitglied des Leitungsorgans Weisungen gegenüber anderen Organmitgliedern eingeräumt wird.
In der heutigen Praxis hat sich die Kollegialorganisation durchgesetzt. Im Industrieunternehmen sind der Unternehmensleitung der Material-, Produktions-, Marketing, Personal-, Informations- bzw. Finanzbereich und das Rechnungswesen nachgelagert. In diese Bereiche sind entsprechende Gruppenleitungen integriert. Die Struktur der gesamten Führungsorganisation zeigt sich in der Funktionalorganisation, Spartenorganisation, Matrixorganisation und Tensororganisation, wobei die jeweilige Ausführungsebene abzutrennen ist.